# The End (groupe)
Pour les articles homonymes, voir The End.
The End est un groupe de mathcore et metalcore canadien, originaire de Mississauga, en Ontario. Ils sont comparés, en raison de leurs similitudes musicales, avec d'autres groupes de mathcore et metalcore, comme The Dillinger Escape Plan. Depuis ses débuts en 1999, The End totalise trois albums studio.

## Biographie
Le groupe est formé au cours de l'année 1999 à Mississauga, en Ontario, au Canada, par le chanteur Tyler Semrick-Palmateer, les guitaristes Steve Watson et Andrew Hercules, le bassiste Sean Dooley, et le batteur Anthony Salajko. Après de multiples concerts, le groupe publie, au cours de l'année 2002, son premier album studio, Transfer Trachea Reverberations from Point: False Omniscient, qui est plutôt bien accueilli par la presse spécialisée,.
Le groupe recrute peu après un nouveau chanteur, Aaron Wolff, qui participe à l'enregistrement de leur deuxième album, l'album-concept Within Dividia. L'album est publié le 13 janvier 2004. Le groupe publie en février 2007 son nouvel album intitulé Elementary. Cette même année, la chanson du groupe, Throwing Stones, devient la bande-son du film The Hills Have Eyes 2. En octobre 2007, le groupe annonce l'annulation de leur tournée avec le groupe Between the Buried and Me car le guitariste Andrew Hercules quitte The End, pour des raisons cependant inconnues. Le groupe se sépare en 2007.

## Membres

### Derniers membres
- Aaron Wolff - chant, percussions
- Steve Watson - guitare
- Sean Dooley - basse
- Anthony Salajko - batterie

### Anciens membres
- Tyler Semrick-Palmateer - chant
- Andrew Hercules - guitare

## Discographie
- 2002 : Transfer Trachea Reverberations from Point: False Omniscient
- 2004 : Within Dividia
- 2007 : Elementary